# Lady Gaga Presents the Monster Ball Tour: At Madison Square Garden
Lady Gaga Presents the Monster Ball Tour: At Madison Square Garden – sfilmowany i nakręcony w formie dokumentu w 2011 roku koncert amerykańskiej piosenkarki Lady Gagi podczas jej trasy koncertowej The Monster Ball Tour w Madison Square Garden mieszczącym się w Nowym Jorku – rodzimym mieście artystki. Trwający dwie godziny materiał został nagrany na zlecenie HBO, a premiera odbyła się 7 maja 2011 roku. Dokument zawiera sceny pełnych piosenek śpiewanych przez piosenkarkę oraz sceny zza kulis.

## Playlista
Lista utworów w kolejności wykonywanych przez Lady Gagę na koncercie. Wszystkie utwory pochodzą z albumów The Fame i The Fame Monster z wyjątkiem trzech: dwóch pochodzących z albumu Born This Way i trzeciego niebędącym na żadnym z albumów:
1. "Dance in the Dark"
2. "Glitter and Grease"
3. "Just Dance"
4. "Beautiful, Dirty, Rich"
5. "The Fame"
6. "LoveGame"
7. "Boys Boys Boys"
8. "Money Honey"
9. "Telephone"
10. "Speechless"
11. "Yoü and I"
12. "So Happy I Could Die"
13. "Monster"
14. "Teeth"
15. "Alejandro"
16. "Poker Face"
17. "Paparazzi"
18. "Bad Romance"
19. "Born This Way"